# میان‌آباد (بردسکن)
میان‌آباد روستایی از توابع بخش شهرآباد شهرستان بردسکن در استان خراسان رضوی ایران است.

## جمعیت
این روستا در دهستان شهرآباد قرار دارد و براساس سرشماری مرکز آمار ایران در سال ۱۳۸۵، جمعیت آن زیر سه خانوار بوده‌است.